# Stylaster stellulatus
Stylaster stellulatus är en nässeldjursart som beskrevs av Stewart 1878. Stylaster stellulatus ingår i släktet Stylaster och familjen Stylasteridae. Inga underarter finns listade i Catalogue of Life.